# Бањска (Звечан)
Бањска (алб. Banjskë) је насеље у општини Звечан на Косову и Метохији. Бањска је сада више земљорадничко насеље него занатлијско и трговачко. Оно је с кућама око природних топлих извора код манастира Бањске. Насеље је у склопу брда Забела, Рустова, Шанчева, Вучињака, Орловца, Чуњкова, Соколовице и Лојзе, а између Бањске и села Бањског Сувог Дола је Смрдански Крш. Манастир, посвећен св. архиђакону Стефану, подигнут је на падини Шанчева, а ниже њега извиру четири топла извора.

## Тип насеља
По манастиру и по насељу виде се остаци бурне прошлости ове старе и готово запустеле паланке: од монументалног манастира одржали су се само голи зидови, са изобличеним шупљинама у којима су били прозори и врата, с кубетом и сводом на којима има неколико знатно оштећених фресака, с неспретно искрпљеном оградом („градом“) од камена и опека око манастира и његова дворишта, са запустелим и нахереним кућама одсељених муслимана и напуштеном џамијом, с две грубо поплочане улице, поред којих има покоја оправљена занатска радња и кућице данашњег становништва. Постоји тежња, да се старе зграде оправе за становање бањских посетилаца, да се поправи старо и подигне ново купатило, подигне ресторан, оправе прилазни путеви, итд.

## Рајска бања
Због поседовања термо минералних извора топле воде у Бањска је препозната као здравствени и туристички потенцијал од стране Владе Републике Србије, која је финансирала средства у пројекат обнове бање у Бањској под маркетиншким именом „Рајска бања“.
Поједини извори наводе да су се изворишта лековите воде у Бањској користили од римског времена и кроз цео средњи век па до краја 20. века у сврхе лечења и превенције, употребљавала су два застарела и знатно оштећена купатила.
Организовано коришћење термоминералних вода у балнеотерапеутске сврхе започето је после Другог светског рата. До 1999. године бања је била у поседу РМХК „Трепча” и у њој је годишње боравило до 5.000 гостију. Бања је временом запуштена, а од 2006. године, у власништву је Српске православне цркве, односно Рашко – призренске епархије.
На простору некадашњег бањског комплекса током 2016. године, захваљујући подршци Канцеларије за Косово и Метохију, која је препознала значај овог стратешки важног пројекта, започета је обнова бање Бањска.„Рајска бања“ у Бањској је препозната као стуб развоја туризма овог краја.
Данас се на простору некадашњег бањског комплекса налази нови здравствено-туристички комплекс „Рајска бања“ који садржи објекат „Spa&Wellness”центра са комплексом базена и пратећим садржајима и хотел са визиторским центром, рестораном и смештајним капацитетима.
У насељу има три чесме хладне воде, од којих једна извире код манастира а на две је вода доведена помоћу водоводских цеви. Једна од чесма била је у манастирском дворишту, сада пустом, па је спуштена у насеље.
Главна топла и сумпоровита вода извире ниже манастира и отиче намештеним каналима до купатила у насељу. Муслимани су преко топле земље преко канала сејали и расађивали расад поврћа. Тако су добијали поврће пре времена, које се иначе раније, па и сада, много неговало у долинским насељима Бањске продавало у бањи, Митровици, Новом Пазару а одскора и у индустријском насељу Великом Звечану. Између Вучињака и Причешћа у потесу Бањске је „мајдан“ белог мрамора, чији се камен употребио за зидање манастира.

## Занимање становништва, земље и шуме
Становништво се бави повртарством и сточарством. Баште с поврћем и њиве су на равни на десној страни Бањске Реке и на местима која се називају Алин До и Пресло; шуме и испаше су у Забрану, Рушову Потоку, Катином Потоку, Симиндолу, Зеленку, Белином Дубу и у Селишту.

## Историја

### Име насеља
Док је Бањска била у турској власти она се тада, за разлику од насеља истог имена код Вучитрна, назвала Турска Бањска, тако се назвала по мухамеданском становништву у њој.

### Историјат насеља
О прошлости наше Бањске писао је Ст. Новаковић крајем прошлога века. Ја ћу, пише Петар Ж. Петровић, у овом раду изнети сажети преглед Новаковићеве монографије о Бањској и допунити подацима које Новаковић није употребио, као и оним који су настали после објављивања Новаковићева списа.

### Постанак насеља
Насеље Бањска је једно међу најстаријим у нашим областима. На месту данашње Бањске постојало је још старије насеље, с црквом у рушевинама, пре подизања данашњег манастира. По Грачаничкој повељи Бањска је постојала и као насеље у времену краља Уроша И (1243—1276): „И виде кра(ле)вство ми јере беше Банска уписана в о(т)чиње ми хрисовуле“. Краљ Милутин је на месту рушевина старе цркве на изворима топлих вода у Бањској подигао од 1313. до 1317. године своју задужбину, коју је посветио архиђакону Стефану. Уз подизање манастира подизало се и насеље непосредно до манастира, које се спомиње као село са људима који су били запослени на манастирској земљи. Међу њима било је и мајстора, па је несумњиво насеље постало занатлијско и трговачко. Како је изгледало то насеље и како се развијало нема података све до краја прве четврти 16. века. 1530. године посетио је Бањску Б. Курипешић, који, у свом путопису ништа не казује о насељу, а то значи, да је, после доласка Турака, запустело и да је било пусто и приликом Курипешићеве посете. Крајем 15. века прошао је кроз Бањску Влатко Косача на путу из Цариграда за Дубровник. У својој путописној белешки Косача саопштава, да су усред Бањске два топла купатила. Турски путописац Е. Челебија посетио је Бањску 1661. године. Он је назива турским Илиџа и српским Бањска. По њему Мустафа-паша Куршинџу-заде, по наредби султана Османа П, сазидао је 1619. (по свој прилици обновио) на улазу у теснац квадратну тврђаву од камена). Она је на ниској стени, лепа је, али је „изложена“ (истакнута). У њој станује турски командант с педесет војника и с трубачима, има довољно муниције, топова и магацина. Ту је и мала џамија, других зграда нема. Доле у граду (насељу) има око 300 сиротињских кућа, покривене црепом, Мустафа-пашина џамија, хан и много винограда... Ово је мала илиџа (бања) с пет-шест басена, који лечи разне болести. Са разних страна овде долазе људи, купају се и пију воду пет–шест дана, па кад оздраве, враћају се кућама.
Дубровачки песник Јакета Палмотић спомиње Бањску у свом стихованом путопису 1667. године са називом Бања. По Курипешићевим и Челебијиним подацима дознаје се, да се насеље обновило око средине 16. века и да је оно у првој четврти 17. века било повелико насеље, могућно тада највеће у својој прошлости од постанка па до данас. На једној аустријској војној карти из 1689. означена је Бањска као место поред пута, по свој прилици ц ханом. Те године су Аустријанци заузели Бањску после заузимања Скопља. Али после пораза Аустријанаца на Качанику у зиму 1690. године. Бањску су опет заузели Турци и држали је све до јесени 1912, када је коначно ослобођена од Турака. Неколико фрагменарних података у том међувремену не дају довољно јасну слику насеља, али се по њима види, да је насеље преживљавало тешке кризе у бурним историјским догађајима тога времена. Марин М. Кабога пошао је из Новога Пазара 5. августа 1706. године преко Рогозне и истог дана стигао у Бањску, у којој је било пуно минералних бања и стара тврђава, која је „наопако саграђена“. (нестручно).
После стотину година посетио је у пролеће 1807. Бањску Х. Пуквиљ и о њој казује, да је она мало село, које има 40 до 50 кућа, да се на њој виде последице скорашњег рата (Срба с Турцима 1806). Он је видео манастир и џамију и неколико зграда које су биле паљене.
С. Тројановић забележио је народно казивање, да су Бањску населили муслимани, по свој прилици досељени из спаљеног Карановца (Краљева) 1806. године. На Вуковој карти Србије означена је Бањска као место с путним даљинаром, а на карти која је приложена у дело Л. Ранкеа о српском устанку Бањска је означена као паланка. Она је за четврт века напредовала и постала углавном градско насеље. У једној свештеничкој исправи записана је 1832. године као „шехер Банцко“. О томе да је Бањска тада била напредно градско насеље сведочи и ова народна изрека: „Варош Бањска а Пазар паланка“. Године 1832. код Бањске је водио крваве борбе босански капетан Хусејин Градашчевић с редовном турском војском.
На свом путу за Цариград прошао је 1836. Ј. Хаџи–Бесаровић кроз Бањску и о њој забележио, да је „касаба“, која је спаљена 1832. Године 1839. Бањску је посетио Ами Буе и о њој казује, да има око четрдесет кућа, већим делом на јужној страни речице. Манастир је постао турски градић, у коме има порушена мунара и сахат-кула. Око зграде код манастира је дебео зид са стражарницама, облика квадрата. Ниже манастира је топла вода са бедним купатилима без крова. Има само једно купатило у које се наизменично купају мушкарци и женскиње. По Гедеону Јуришићу Бањска је 1850. године, била село с великом црквом, уз коју су муслимани сазидали мунару, која служи за џамију.
Године 1852. прошао је кроз Бањску фратар И. Јукић и о њој казује: „Ово је варошица од пет кућа; има топлицу (бању) и малу тврђаву из (од) самостана и цркве калу ђерске претворену“. Од пролаза Ами Буе–а и Јукића прошло је тринаест година. У том међувремену Бањска је скоро запустела. После Јукићеве посете Бањској њено се стање поправило.
А. Гиљфердинг, који је Бањску посетио 1857. и 1858. године, казује: „близу града, у долини, по маленој стрмнини пружило се једно местанце Бањска, са 50 кућа, међу којима има само 9 хришћанских. Дебели градски зидови, са зупчастим отворима за стрелце, стоје у целини, и Турци их, вели се, оправљали… у граду живе Турци у неограђеним кућама“. Град се ноћу затвара јаким гвозденим вратима. Изнад врата била је камена плоча с натписом који је истрвен. У граду су три дрвена кућерка, покривени сламом, у којима станују муслимани који су се доселили из Босне. У долини Бањске има неколико топлих извора, а на једном је недавно саграђено купатило од дрвета.
Године 1863. посетиле су Бањску енглеске путнице Макензијева и Ирбијева и оне су о њој забележиле: „док су у околним селима становници све сами хришћани, у Бањској су опет становници све сами словенски муслимани“. Купатило је мало. Тврђава има само једну кулу и једну стражарницу на зиду, неколико кућа без становника и једну мошеју. Међу црквеним рушевинама вире предње шапе два лава од камена. У Бањској има и један хан.
Године 1869. посетио је Бањску Мартин Ђурђевић. По њему је она село, у коме има топла вода, порушена џамија с минаром. Т. Станковић био је у Бањској 1891. Он казује, да у њој нема ниједне хришћанске куће, а муслиманских кућа има 60. У град (манастирско двориште) улазило се на два улаза: један је на северној страни, а други на западној. Зид на северној страни је оштећен. У граду је било три мухамеданске куће. По насељу је разнето тесано и углачано камење. Од порушеног камења сазидано је бањско купатило. Крајем прошлог и у почетку овога века становништво Бањске било је муслиманско, а по једном другом путописном податку тада је преко реке постојао дрвени мост („ћуприја“), који је везивао варошицу са главним путом Нови Пазар—Митровица.

### Остали подаци о Бањској
По саопштењима мештана непосредно пре ослобођења Бањске 1912. године у њој је било 4 хана, 2 пекарнице, 1 мешовита трговачка радња, 2 месарнице, 1 џамија у насељу, неколико хришћанских кућа, а у ограђеном манастирском дворишту било је 9 муслиманских кућа, које су се пред ослобођење порушиле, јер су биле склоне паду, а становништво их је напустило и раселило се.
Хришћанско гробље је на левој страни реке, западно од напуштеног данашњег муслиманског гробља. Старије, сада напуштено, мухамеданско гробље је непосредно до моста на левој страни реке. Ту има неколико надгробних „нишана“ од камена.

### Подаци о броју становника по периодима
По подацима о бројном стању становништва од почетка 19. века па до средине 20, које су забележили њени посетиоци, она је имала: по Пуквиљу 1807. године 40 до 50 кућа, по Бесаревићу варошица је била спаљена 1832. године, а становништво се раселило; Ами Боуе забележио је 1839. године 40 кућа у њој, а по И. Јукићу 1852. године имала је само 5 кућа. Тек после 1852. варошица је почела да напредује, па је 1857. године имала 50 кућа, међу којима је било и хришћанских; по М. С. Милојевићу Бањска је имала 1870. стотину муслиманских кућа и преко 30 хришћанских. Године 1876. до 1878. трајали су ратови између Србије и Турске. Тада је број становника у Бањској опао. Треће године по завршеном рату (1891) Бањска је, по Т. Станковићу, имала 60 кућа, а по М. Веселиновићу у почетку овога века око 100 кућа са трговачким радњама. Њено становништво носило се по градском начину живота тога времена, сви су били муслимани, највише досељених из Карановца 33 1912. становништво је било привремено напустило Бањску, па се повратило. По државној статистици од 1914. Бањска је имала 100 кућа са 409 становника. У ратовима 1914–1918. варошица није претрпела промене и губитке у становништву. Тек после 1918. њено муслиманско становништво почело се одсељавати и то мањи део у Митровицу а већи у Турску - у октобру 1923. је јављено да су Турци из Бањске продали сву своју имовину ради сеобе. Године 1948. у њој је било 8 стално насељених родова с 9 кућа и 81 становником.

## Порекло становништва по родовима
- Салијевић (1 кућа), је помухамедањени стари род.
- Апостоловић (1 кућа), слава Св. Никола, отац из косовског Свињарева дошао у бањску Бресницу, па овамо прешао 1913. године.
- Бојовићи (2 куће), су од Караџића у Горњој Кориљи.
- Миљковић (1 кућа), слава Св. Ђорђе Алемпије, је од Трамбовића у Ловцу.
- Милићевић (1 кућа), слава Лазарева субота, је досељен из села Истока код Пећи, 1919. године.
- Радојковић (1 кућа), слава Св. Петка, је Бјелопавлић из колашинских Падина.
- Томовић (1 кућа), слава Св. Никола, је Куч, досељен из колашинског села Вељег Бријега.
- Станковић (1 кућа), слава Св. Никола, из Призрена у Митровицу па овамо 1947. године.[3]

## Демографија
Према проценама из 2009. године које су коришћене за попис на Косову 2011. године, ово насеље је имало 350 становника, већином Срба.
| Година       | 1948 | 1953 | 1961 | 1971 | 1981 | 1991 | 2011 | 2021 |
| ------------ | ---- | ---- | ---- | ---- | ---- | ---- | ---- | ---- |
| Становништво | 81   | 129  | 253  | 308  | 355  | 331  | 350  | 305  |

|  |